# Presbitério (protestantismo)
Presbitério (em grego:  πρεσβυτέριον, transliterado presbytérion), "no início do cristianismo, [foi um] conselho episcopal formado por presbíteros e diáconos que residiam na sede da catedral", bem como "local de reunião desse conselho".

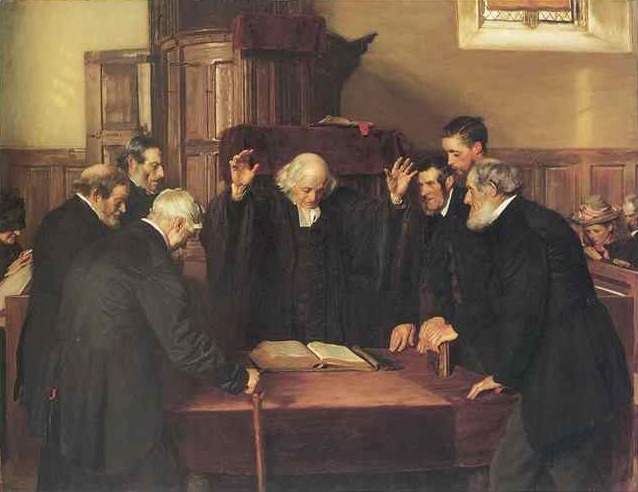
Ordenação de Presbíteros em uma igreja escocesa, por John Henry Lorimer, 1891, Galeria Nacional da Escócia

O termo deriva, originalmente (no grego koiné), de "presbítero", um equivalente a ancião ou pastor e, portanto, significa um concílio de presbíteros.
O termo ganhou maior repercussão a partir da forma de organização da Igreja da Escócia e do surgimento do Presbiterianismo. 
No Brasil (ver Presbiterianismo no Brasil), são exemplos de igrejas que se organizam em Presbitérios: Igreja Presbiteriana do Brasil, Igreja Presbiteriana Independente do Brasil, Igreja Presbiteriana Conservadora do Brasil, Igreja Presbiteriana Fundamentalista do Brasil, Igreja Cristã Maranata (muito embora se assemelhe, de certo modo, ao modelo Episcopal na prática), Igreja Presbiteriana Unida do Brasil e tantas outras.

## Na Igreja Presbiteriana do Brasil
Na Igreja Presbiteriana do Brasil, segundo a Constituição da Igreja Presbiteriana do Brasil, é um dos concílios desta, sendo "constituído de todos os ministros e presbíteros representantes das igrejas de uma região determinada pelo Sínodo". Sua Mesa, tal qual Sínodos e o Supremo Concílio, será composta por Presidente, Vice-Presidente, Secretário Executivo, Secretários Temporários e Tesoureiro. Deverá reunir-se, ordinariamente, uma vez a cada ano (caráter anual).
O pastor titular de uma igreja federada é, automaticamente, membro ex officio do Presbitério do qual está vinculada a igreja em que foi constituído pastor titular.
Segundo o art. 4º da Constituição da IPB, os presbitérios, juntas missionárias ou conselhos de igrejas já organizadas será responsável por comunidades (pontos de pregação ou congregações) que não têm condições de ter um governo próprio.